# 宮田孝一
宮田 孝一（みやた こういち、1953年〈昭和28年〉11月16日 - 2021年〈令和3年〉10月24日）は、日本の銀行家。三井住友銀行会長。徳島県出身。

## 経歴
東京大学法学部卒。1976年（昭和51年）4月、三井銀行入行。市場部門で頭角を現し、2008年（平成20年）のリーマン・ショックを含む金融危機時には、同部門のトップとして米・住宅ローンの対応にあたった。
2009年（平成21年）4月から三井住友銀行取締役専務執行役員。
2011年（平成23年）4月、三井住友フィナンシャルグループ社長・三井住友銀行取締役となり、頭取に就いた國部毅と二人三脚で旧行意識の排除に汗をかき、「三井」と「住友」の融和につとめた。2012年（平成24年）の役員報酬は1億2700万円、2013年（平成25年）の役員報酬は1億2800万円。
2017年（平成29年）4月、三井住友フィナンシャルグループ、三井住友銀行各取締役会長に退く。
2019年（平成31年）4月、三井住友フィナンシャルグループ取締役を辞任し、三井住友銀行取締役会長の専任となる。
2021年（令和3年）10月24日、死去。死因は膵臓がん。67歳没。12月21日、帝国ホテルで開かれたお別れの会では、帝国ホテル大阪にも献花台が設けられ、参列者は東京と大阪で約2600人に上った。